# Харцерство

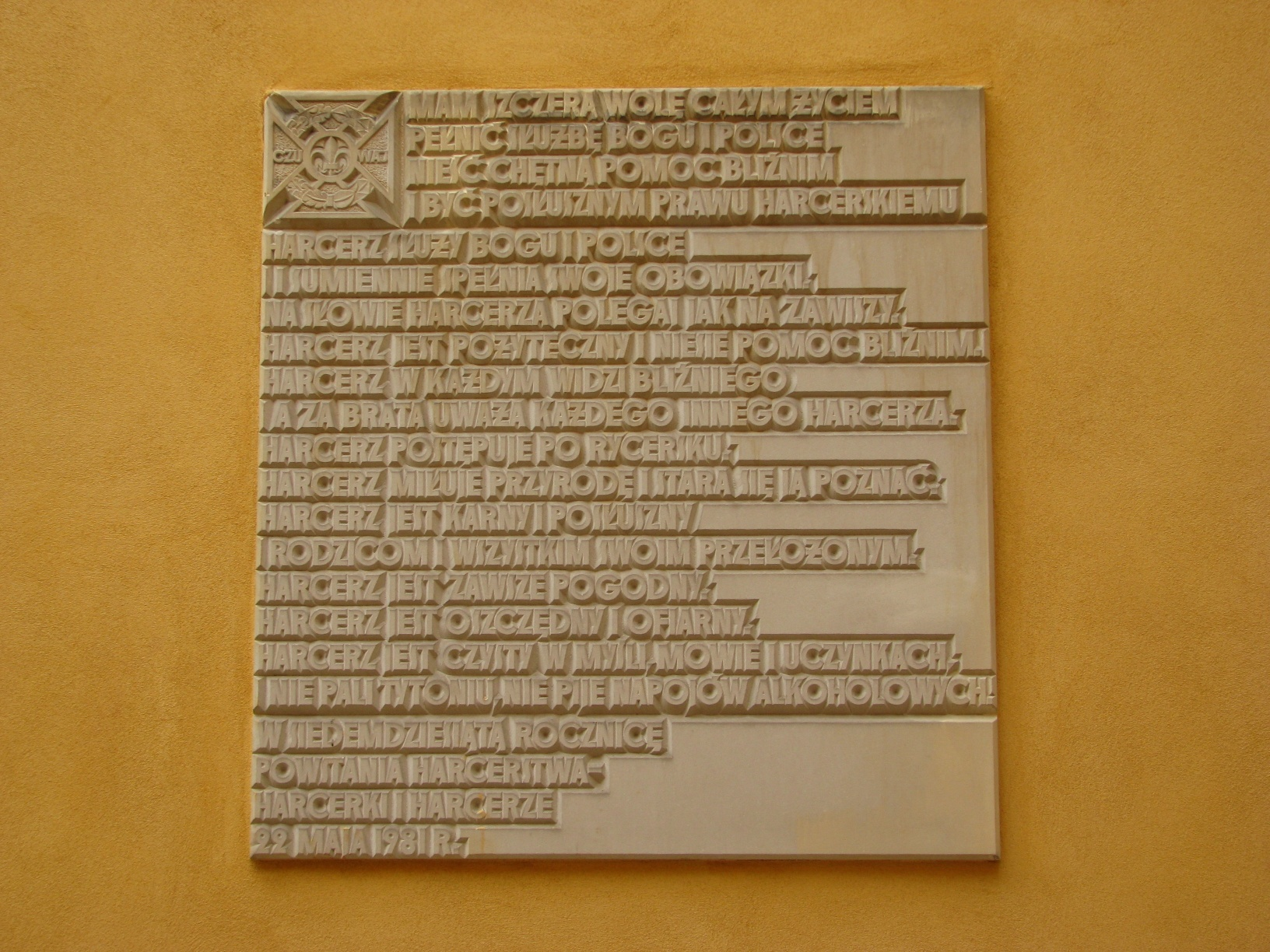
Скаутське право (у редакції 1932 р.) — табличка на подвір'ї, встановлена у 1981 р. — до 70-ї річниці харцерства

Харцерство, польський скаутинг (пол. harcerstwo) — польський соціальний та освітньо-педагогічний рух, який є частиною скаутського руху. Засноване на служінні, самовдосконаленні (праці над собою) та братерстві. Правила поведінки скаута викладені в обіцянці та законі про скаутів. Правила харцерів визначаються обіцянням дотримуватися закону.
Скаутський рух оформлений у шерегу скаутських організацій, що працюють у Польщі та за кордоном Польщі (серед польської діаспори), на основі вищезазначених принципів та унікального скаутського методу.
Роком заснування скаутського руху вважається 1910 рік, період між 16 вересня 1910 р. (формування першої команди) і 22 травня 1911 р. (формування перших команд), відтоді Анджей Малковський та його дружина Ольга Драгоновська-Малковська вважаються засновниками польського скаутського руху (харцерів). Про різницю між тодішніми «класичними» скаутами заснованими Роберт Баден-Пауелом і скаутським рухом, що тоді зароджувався, Анджей Малковський висловився так: Харцерство — це скаутинг плюс незалежність, щоби підкреслити різницю в тодішніх пріоритетах польського скаутингу та світового скаутингу.
В даний час термін харцерство зазвичай використовують для опису польської версії скаутингу, часто (наприклад, у фільмах, літературі) скаутів з інших країн світу також називають скаутами, але в окремих країнах існують великі відмінності у скаутінгу, та іноді виправдано розрізняють харцерство та скаутинг.

## Етапи історії харцерства
- Зародки скаутського руху у світі,

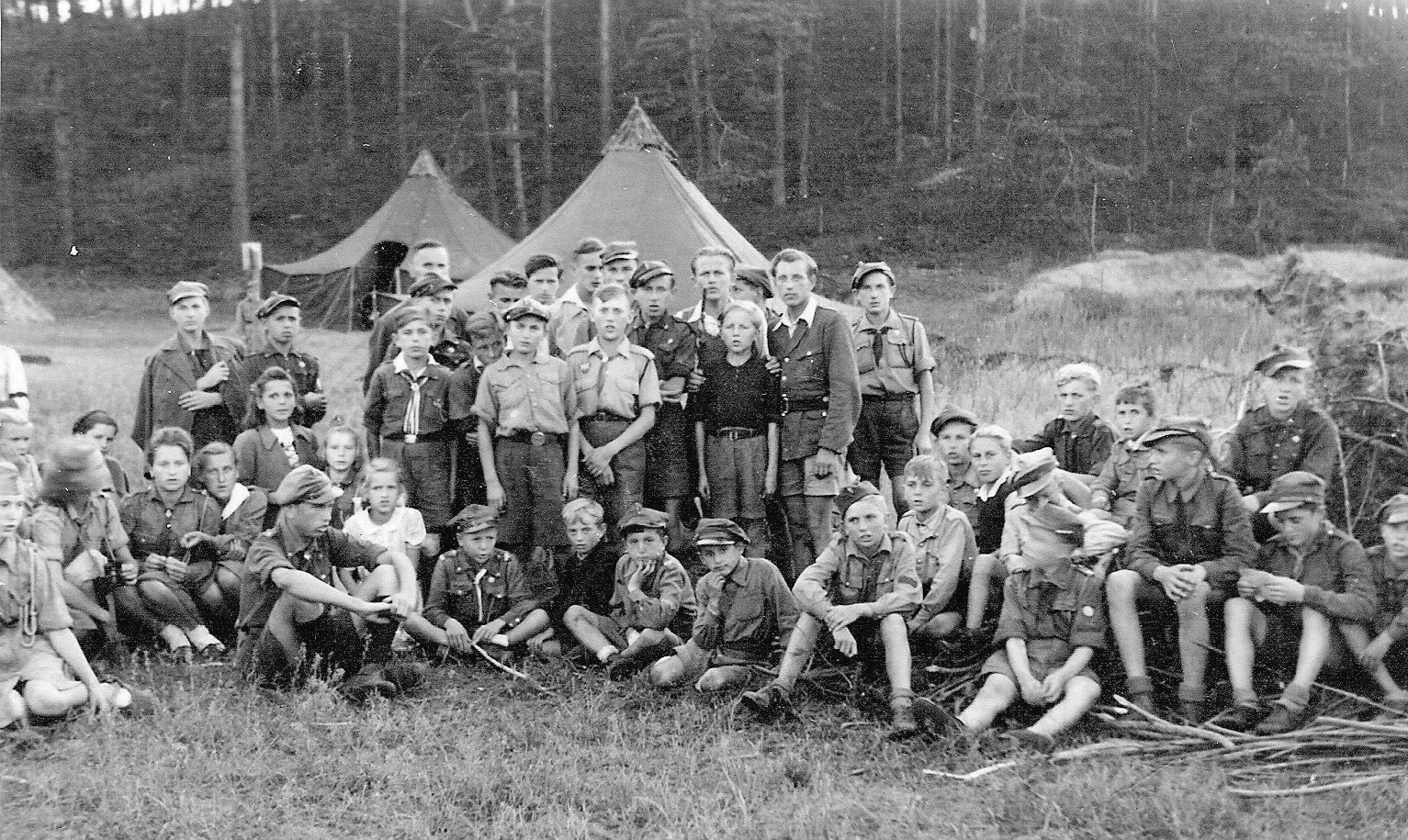
Харцерський табір у Отлочині, серпень 1946 р.

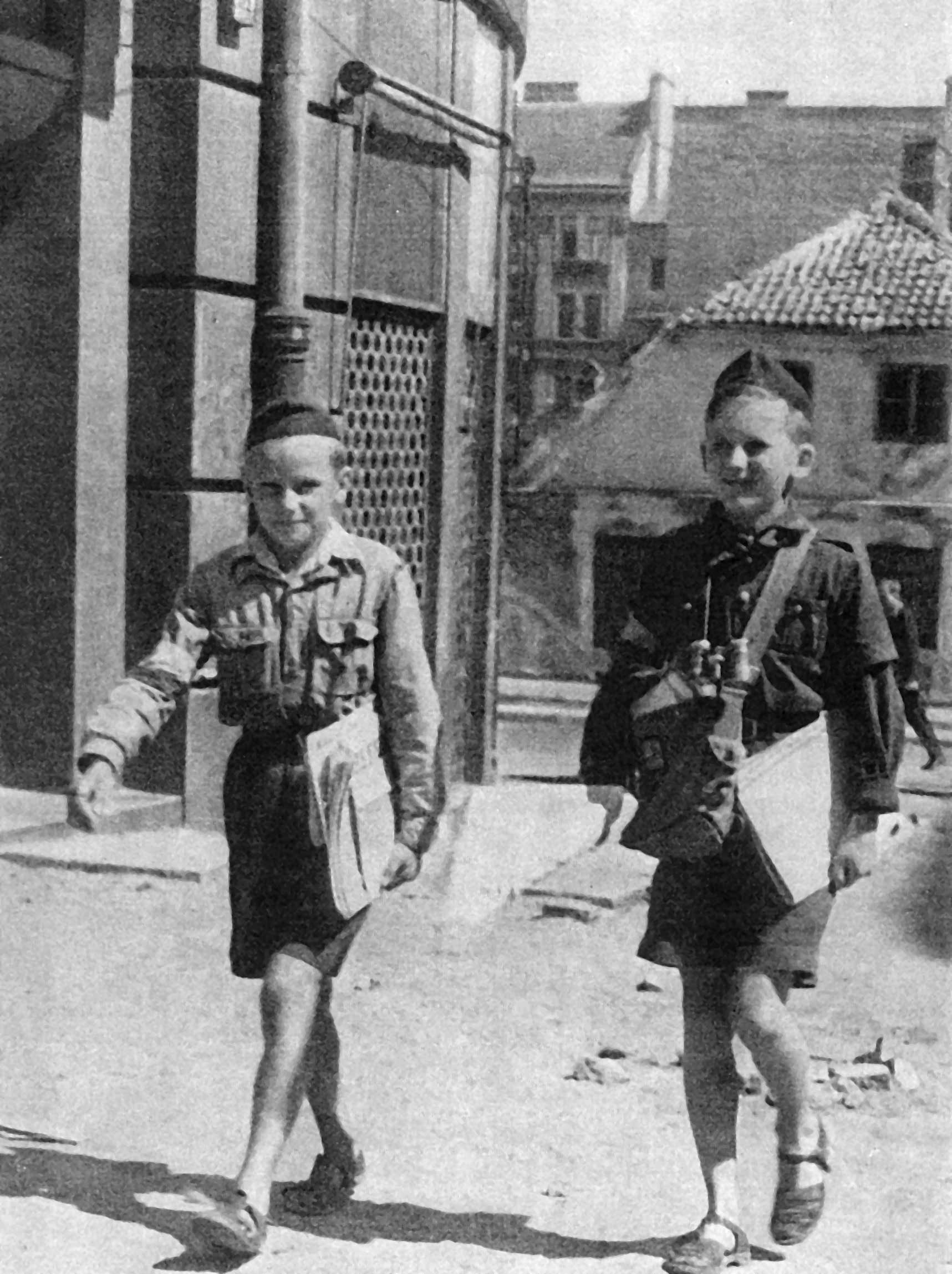
Польова пошта організована молодими харцерами «завиші» під час Варшавського повстання у 1944 р.

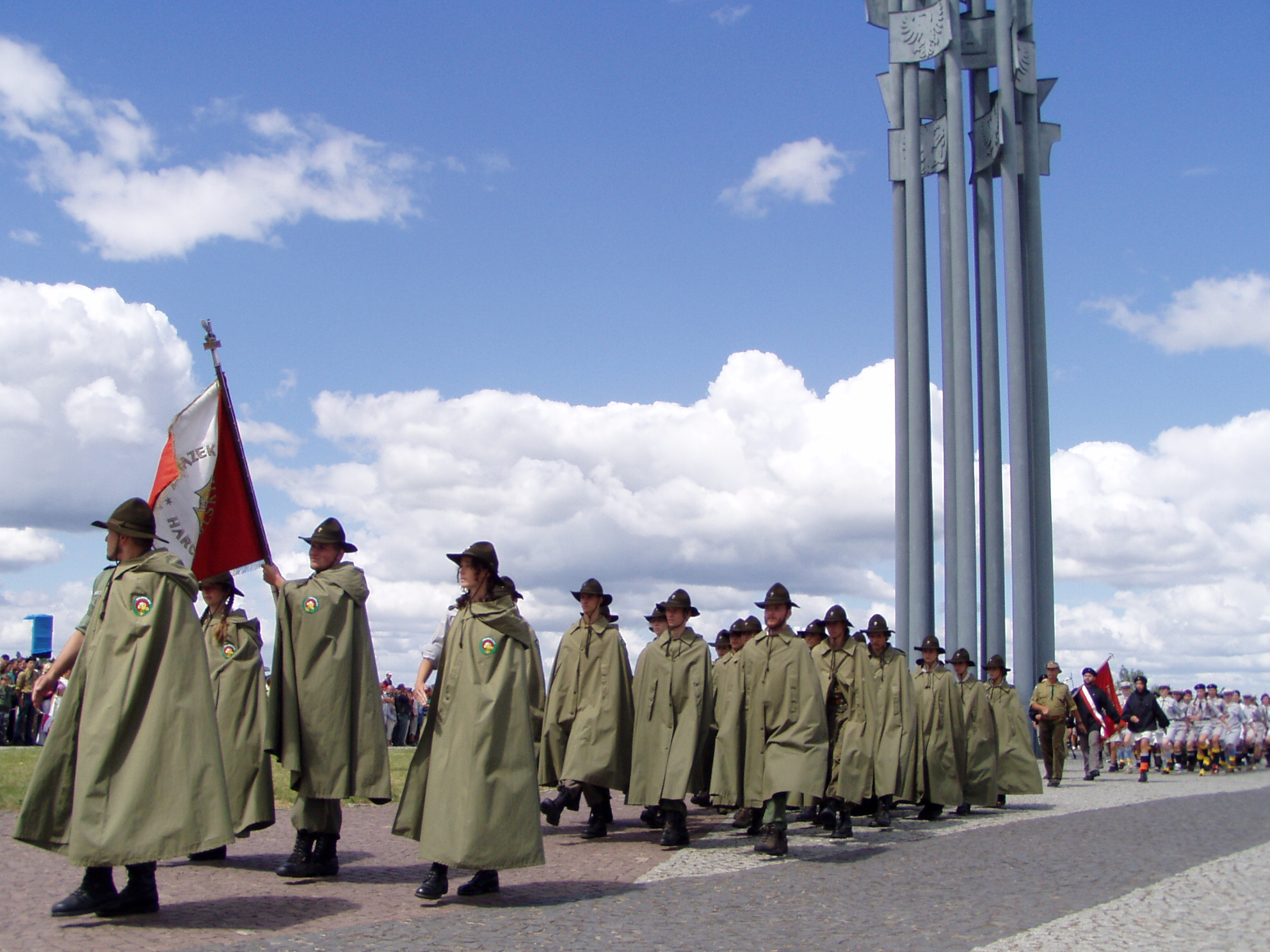
Представницька команда Великопольської хоругви СПХ — Грюнвальдські поля

- Початок скаутського руху в Польщі;
- скаути до Другої світової війни,
- скаутинг під час Другої світової війни — Саре Шерегі, Польський корпус;
- відродження скаутів у 1945—1949 роках,
- скаутинг у сталінський період 1949—1956 рр.,
- скаути Народної Республіки Польща у 1956—1980 рр.,
- відродження скаутів у 1980—1989 рр. (КІХАМ[pl], ХРРП[pl], РХС[pl]);
- створення альтернативних скаутських організацій,
- сучасний скаутинг.

## Харцерські символи
Майже всі нинішні скаутські організації використовують однакові символи та посилаються на свою спільну історію.
- Скаутський хрест
- Лілія
- Скаутський славень
- Скаутська уніформа
- Скаутська хустка

## Харцерські організації

### Правові підстави для дії
В даний час скаутські організації в Польщі діють на підставі Закону від 7 квітня 1989 року. — Закон «про асоціації» та Закону від 24 квітня 2003 р. «Про суспільну користь та волонтерську роботу».
Сейм Республіки Польща провів роботу над проектом акта про скаутську діяльність . Проект закону містив норми, що гарантують скаутській організації, серед іншого, право на використання скаутського хреста та назв «харцерство», «харцер», «харцерка» тощо, а також визначення принципів співпраці між органами державного управління та скаутськими організаціями та субсидіювання скаутської діяльності. Робота над актом викликала суперечки через ризик політизації скаутського руху — проект закону пропонував рішення про віднесення організації до скаутської організації . Деякі представники скаутських організацій вважали, що цей акт буде невиправдано відрізняти скаутські організації від інших неурядових організацій, інші вважали, що скаутський рух особливим чином підтримує освіту дітей та молоді, а оскільки державні норми дедалі більше обмежують можливість скаутського руху (діяльність у школах, екскурсії, кемпінг), то потребують додаткових заходів для полегшення праці скаутів.

### Структура харцерських організацій
Національні скаутські організації мають розгалужену структуру:
- Команда, вахта, заступаючий, шостковий, патрульний, вахтовий;
- група, команда, гурток, клуб, комендант гуртка (або командир);
- плем'я, комендант племені;
- об'єднання команд, комендант об'єднання команд;
- загін, комендант загону;
- хоругва, комендант хоругви;
- верховна влада.

### Харцерські функції
Виконання функцій в організації зазвичай позначається кольоровим шнуром, одягненим на уніформу харцера (польського скаута).
Патруль харцерів — носить коричневу мотузку. Кілька патрулів формують команду, яку очолює товариш по команді — з темно-синім шнуром, за підтримки ад'ютанта з зеленим шнуром. Команди утворюють гурти під керівництвом команданта племені (темно-синя мотузка — через плече). Команди й племена утворюють загін, а багато гуртів (дружин) — хоругву, і їх очолюють коменданти загонів (срібний плечовий шнур) і коменданти хоругв (золотий плечовий шнур). Вищі органи влади включають старшого (шкіряна плечова мотузка) і голову спілки. Існують також окремі позначення функцій для інших членів органів влади окремих рівнів: полки, хоругви, округи, штаб-квартири, що різняться залежно від їх структури.

## Ступні в харцерстві

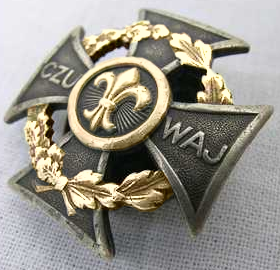
Скаутський хрест, що носять харцери зі скаутським званням «Скаут Республіки Польща»

У скаутській діяльності на основі скаутської методології:
- харцерські ступні
  - СПХ
    - юнак/волонтер,
    - розвідник/слідопит,
    - дослідник/піонер,
    - буряк/самаритянка,
    - орел-розвідник/орлиця-розвідниця,
    - харцер Речі Посполитої/харцерка Речі Посполитої

  - СПХ і НКІХ[pl] «Лісовий розплідник»
    - юнак/волонтер
    - розвідник/слідопит
    - буряк/самаритянка
    - Орел-розвідник/мандрівник
    - харцер Речі Посполитої/розвідник Речі Посполитої

  - АХ «Завіша»[pl]
    - розвідники (харцери)
      - юнак
      - розвідник
      - буряк
      - орел-харцер
      - харцер Речі Посполитої

    - Дівчата-скаути
      - волонтерка
      - слідопит
      - піонерка
      - самаритянка
      - мандрівниця
      - харцерка Речі Посполитої

  - Стоваришення харцерів
    - юнак/волонтер
    - розвідник/слідопит
    - любитель/піонер
    - орел-розвідник/мандрівник
    - харцер Речі Посполитої/харцерка Речі Посполитої
- звання викладача (на прикладі СПХ, ПХА та Стоваришення харцерів):
  - путівник/путівниця,
  - підрозвідник/підрозвідниця,
  - розвідник/розвідниця.

Скаутські звання, які існували в минулому, є в СПХ: мисливець, мандрівник.
Інструкторські звання, які існували в минулому — є в СПХ: скаутмайстер Речі Посполитої, скаутмайстер Народної Польщі, організатор.

## Спеціальності харцерські
Члени скаутських організацій — як частина їх команд або спеціальних клубів скаутів — котрі реалізують скаутську програму збагачену змістом, характерну для іншого виду діяльності, який називається скаутською спеціальністю. Де виділяють спеціальності:
- Митецька,
- екологічна,
- кінний спорт та кавалерійська,
- прикордонна служба,
- служба безпеки,
- служба руху,
- повітряна (авіація),
- зв'язку та ІТ (в тому числі Клуб скаутських комунікацій),
- оборонна,
- поштарська,
- рятувальна,
- вогнеборська,
- спортивна,
- туристична (в тому числі Скаутський туристичний клуб),
- водна й плавальна.

## Групи членів харцерства
- бобри[en] — члени СПХ віком 5-6 років
- хоробрі[pl] (вовки) — члени СПХ віком 6–10 років, які працюють за скаутською методологією з 7-10 річними;
- харцери та харцерки — в СПХ: члени віком 10–13 років, які працюють за скаутською методологією; у ZHR: 10–16 років;
- харцери та харцерки старші — в СПХ: члени віком 13–16 років, які працюють за методологією старших скаутів; члени віком від 18 років, які працюють у командах або скаутських колах старших;
- мандрівники та мандрівнички — у СПХ: члени віком 16–21 років, які працюють за мандрівною методологією; віком старше 16 років, пов'язані з туристичними командами;
- викладачі та викладачки — у СПХ: члени старше 16 років після отримання ступеня викладача та подання на дотримання зобов'язань викладача (попередньо давши обіцянку скаута): старше 18 років, після спеціального тесту для інструкторів, репетитори-скаути;
- старійшини — члени СПХ, яким виповнився 21 рік та котрі не подали зобов'язання на інструктора.
- сеньори — в СПХ: члени, що мають звання старших та інструкторів, яким виповнилося 55 років та які подали відповідну декларацію до компетентного коменданта.

## Харцерська церемонія
Скаутські ритуали є характерним елементом кожної основної скаутської одиниці (скаутської групи, скаутської команди, старших скаутів та подорожнього колективу). Вони базуються на певному символічному розташуванні елементів, видів діяльності та рухів. Різні скаутські одиниці мають різні, як правило, своєрідні ритуали (виняток — загальні елементи ритуалів).
Ритуали команди включають: назву команди, кольори команди, спосіб привітання/прощання, а також інші звичаї: прийняття нових членів до команди, спосіб надання кольорів, прийняття обіцянки, збори тощо. Команда може вільно створювати елементи своїх ритуалів.
Що стосується ритуалів, то підкреслюється його корисна цінність. Це повинно допомагати керівництву командою та внести елементи унікальності. Слід підкреслити, що надлишок елементів ритуалів змінює свою початкову роль; важливо збалансувати кількість урочистих елементів колективу.
Окрім основних скаутських підрозділів, ритуали зазвичай проводяться загонами. Ритуали пов'язані з ритуалами команди, що передбачає вказування імен, порядок символів тощо.